# Marcillac-Lanville
Marcillac-Lanville – miejscowość i gmina we Francji, w regionie Nowa Akwitania, w departamencie Charente.
Według danych na rok 1990 gminę zamieszkiwały 534 osoby, a gęstość zaludnienia wynosiła 29 osób/km² (wśród 1467 gmin regionu Poitou-Charentes Marcillac-Lanville plasuje się na 532. miejscu pod względem liczby ludności, natomiast pod względem powierzchni na miejscu 456.).